# Liste der Gebietsänderungen in Sachsen 2002
Die Liste der Gebietsänderungen in Sachsen 2002 enthält Änderungen an Gemeindegebieten des Freistaats Sachsen in der Zeit vom 1. Januar 2002 bis zum 31. Dezember 2002. Dazu zählen unter anderem Zusammenschlüsse und Trennungen von Gemeinden, Eingliederungen von Gemeinden in eine andere, Änderungen des Gemeindenamens und Umgliederungen von Teilen einer Gemeinde in eine andere.

In Sachsen kam es im Jahr 2002 zu acht Gemeindegebietsänderungen, davon drei Eingliederungen, drei Umgliederungen, eine Namensänderung sowie ein Zusammenschluss von Gemeinden. In fünf der acht Fälle besteht die Gemeinde nach Änderung noch, die anderen wurden durch spätere Gebietsänderungen aufgelöst.

## Legende
- Datum: juristisches Wirkungsdatum der Gebietsänderung
- Gemeinde vor der Änderung: Gemeinde vor der Gebietsänderung
- Gebietsänderung: Art der Gebietsänderung
- Gemeinde nach der Änderung: Gemeinde nach der Gebietsänderung
- Landkreis: Landkreis der Gemeinde nach der Gebietsänderung
- OT: Ortsteil

Die Sortierung erfolgt chronologisch: Datum, kreisfreie Städte, Landkreise, aufnehmende oder neu gebildete Gemeinde. Heute noch bestehende Gemeinden sind farbig unterlegt.

## Liste der Gebietsänderungen
| Datum      | Gemeinde vor Änderung                                 | Gebietsänderung    | Gemeinde nach Änderung | Landkreis                 |
| ---------- | ----------------------------------------------------- | ------------------ | ---------------------- | ------------------------- |
| 01.01.2002 | Eulowitz mit Obereulowitz                             | Eingliederung nach | Großpostwitz           | Bautzen                   |
| 01.01.2002 | Großdubrau 2,47 Hektar mit 16 Einwohnern              | Umgliederung nach  | Radibor                | Bautzen                   |
| 01.01.2002 | Radibor 3,04 Hektar                                   | Umgliederung nach  | Großdubrau             | Bautzen                   |
| 01.01.2002 | Dittelsdorf, Hirschfelde mit Drausendorf, Wittgendorf | Zusammenschluss zu | Hirschfelde            | Löbau-Zittau              |
| 01.01.2002 | Hoyerswerda 7,06 Hektar                               | Umgliederung nach  | Leippe-Torno           | Kamenz                    |
| 01.01.2002 | Leippe-Torno 4,8 Hektar                               | Umgliederung nach  | Hoyerswerda            | –                         |
| 25.01.2002 | Arnsdorf b. Dresden                                   | Namensänderung zu  | Arnsdorf               | Kamenz                    |
| 01.04.2002 | Langenau mit Gränitz, Oberreichenbach                 | Eingliederung nach | Brand-Erbisdorf        | Freiberg                  |
| 01.07.2002 | Marienberg 3,51 Hektar mit 18 Einwohnern              | Umgliederung nach  | Pobershau              | Mittlerer Erzgebirgskreis |
| 01.07.2002 | Pobershau 2,56 Hektar                                 | Umgliederung nach  | Marienberg             | Mittlerer Erzgebirgskreis |
| 01.07.2002 | Röderau-Bobersen mit Moritz, Promnitz                 | Eingliederung nach | Zeithain               | Riesa-Großenhain          |

## Quelle
- Statistisches Landesamt Sachsen: Gebietsänderungen ab 1. Januar 2000 bis 31. Dezember 2009 (XLSX-Datei; 40 kB)